# Resolució 1658 del Consell de Seguretat de les Nacions Unides
La Resolució 1658 del Consell de Seguretat de les Nacions Unides fou adoptada per unanimitat el 14 de febrer de 2006. Després de recordar les resolucions 1542 (2004), 1576 (2004) i 1608 (2005) sobre la situació a Haití, el Consell va ampliar el mandat de la Missió d'Estabilització de les Nacions Unides a Haití (MINUSTAH) fins al 15 d'agost de 2006.

## Resolució

### Observacions
En el preàmbul de la resolució, el Consell va elogiar la celebració d'eleccions generals el 7 de febrer de 2006 i va acollir amb beneplàcit els progressos realitzats en el procés polític i el paper de la MINUSTAH. Esperava la inauguració d'un nou president d'Haití i va reconèixer que començaria un nou capítol en els esforços de la comunitat internacional a Haití amb la instal·lació d'un nou govern.
Els membres del Consell van destacar que la seguretat, l'estat de dret, la reconciliació política i el desenvolupament eren essencials per a l'estabilitat d'Haití; diversos paràgrafs de la resolució tracten el paper de la MINUSTAH que ajuda a Haití en aquests aspectes, incloent-hi la reforma i drets humans, tot i que els propis haitians han estat responsables d'assolir aquests objectius. A més, es va instar a les institucions internacionals a continuar donant les donacions prèviament compromeses a Haití.

### Actes
Sota el Capítol VII de la Carta de les Nacions Unides, el Consell va ampliar el mandat de la MINUSTAH amb la intenció de renovacions posteriors. Es va demanar al Secretari General de les Nacions Unides que informés sobre una possible reestructuració de l'operació de la MINUSTAH per donar suport a la reforma després de les consultes amb el nou govern d'Haití.